# Altruismo de datos
El altruismo de datos es un concepto emergente dentro del marco jurídico de la Unión Europea que se refiere a la cesión voluntaria de datos personales y no personales para fines no lucrativos y en beneficio del bien común. Este fenómeno está regulado por el Reglamento Europeo de Gobernanza de Datos (Reglamento (UE) 2022/8068), cuyo propósito es facilitar un marco legal claro para el intercambio de datos y el registro de organizaciones dedicadas a la gestión de datos con fines altruistas.

## Definición y marco normativo

### Definición
Según el Capítulo IV del Reglamento Europeo de Gobernanza de Datos (RGD), el altruismo de datos implica el uso de datos proporcionados voluntariamente, sin ánimo de lucro, con el fin de apoyar objetivos de interés general. Estos pueden incluir la mejora de la asistencia sanitaria, la lucha contra el cambio climático, la movilidad sostenible, entre otros.

### Requisitos Legales

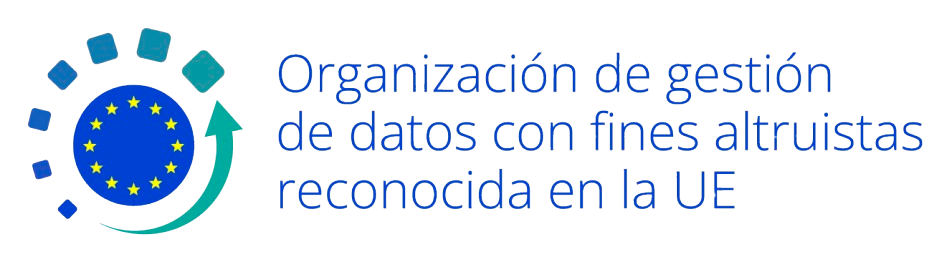
Las organizaciones de altruismo de datos reconocidas pueden llevar el logotipo europeo común

El Artículo 2 del RGD especifica que el consentimiento para el tratamiento de datos personales debe ser informado, claro y otorgado libremente, en línea con el Reglamento General de Protección de Datos (RGPD). Para crear una organización altruista de datos, es necesario cumplir con requisitos específicos, como operar sin ánimo de lucro, ser jurídicamente independiente y garantizar que el tratamiento de datos sea voluntario y transparente. Los artículos 16 a 25 del RGD regulan cómo se debe proceder para registrar y operar estas organizaciones, asegurando que las actividades se realicen de manera alineada con el marco regulador de la UE.

## Importancia y beneficios del altruismo de datos

### Beneficios para la innovación y la sociedad
El altruismo de datos es una herramienta poderosa para promover la innovación en áreas como la investigación médica, el cambio climático, y la mejora de los servicios públicos. Los datos compartidos bajo este enfoque pueden facilitar descubrimientos científicos y ayudar a resolver problemas sociales a gran escala, al tiempo que refuerzan la confianza pública en el tratamiento de datos.

### Impacto en la digitalización y el bien común
La creciente disponibilidad de datos a través del altruismo puede tener un impacto significativo en la digitalización de sectores clave, como la sanidad y la educación. Además, fomenta una cultura de solidaridad digital, donde los ciudadanos pueden contribuir a mejorar el bienestar común sin esperar compensaciones económicas.

## Desafíos jurídicos y mecanismos de control

### Consentimiento y sus dificultades
Uno de los principales desafíos del altruismo de datos es el manejo del consentimiento. El RGPD exige que el consentimiento sea informado, específico, libre y revocable. Sin embargo, en el contexto del altruismo de datos, este proceso puede ser complicado debido a la naturaleza evolutiva de muchos proyectos de investigación. El requisito de consentimiento explícito para cada uso específico de los datos podría ralentizar y complicar los proyectos de investigación, disminuyendo su viabilidad, argumentan Rachut y Maurer (2024).

### Formulario europeo de consentimiento
El RGD introduce un formulario de consentimiento europeo común (art. 25), que pretende simplificar el proceso de obtención del consentimiento y ofrecer una mayor seguridad jurídica en todos los Estados miembros. No obstante, el formulario no resuelve las contradicciones entre el RGPD y el RGD, lo que genera incertidumbre en su implementación, como destacan Rachut y Maurer (2024).

## Críticas al marco regulatorio
El RGD ha sido criticado por la sobrerregulación que impone a las organizaciones interesadas en participar en actividades de altruismo de datos. Rachut y Maurer (2024) señalan que la estructura normativa actual, que implica estrictos requisitos de registro y supervisión, podría disuadir a las organizaciones de registrarse, limitando así el impacto del altruismo de datos.
Una posible solución sería simplificar el marco regulador para reducir la carga burocrática. Los expertos sugieren que un entorno normativo más flexible incentivaría una mayor participación y permitiría que más organizaciones contribuyan al bien común mediante el uso altruista de los datos.

## Altruismo de datos en España: DATALOG (2024)
El proyecto DATALOG, con sede en Barcelona, es la primera iniciativa reconocida como una organización de altruismo de datos bajo el RGD. Gestionada por la Associació Dades pel Benestar Planetari, DATALOG se enfoca en ayudar a los ciudadanos a analizar y optimizar su consumo de recursos como agua, luz y gas.
DATALOG podría tener un impacto positivo en la sostenibilidad ambiental y la movilidad sostenible. Los datos facilitados por los ciudadanos son utilizados para investigar patrones de consumo y fomentar la eficiencia energética, lo que contribuye a una mejor calidad de vida y a una mayor conciencia medioambiental.